# Birine
Birine là một đô thị thuộc tỉnh Djelfa, Algérie. Dân số thời điểm năm 2002 là 26.617 người.